# CS Palermo

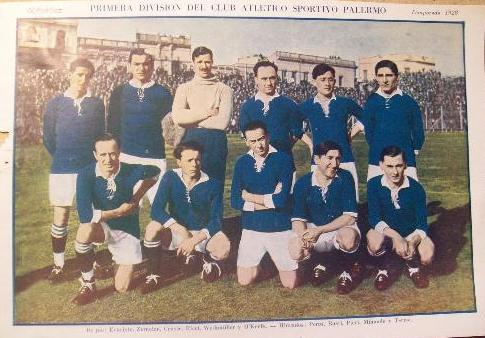
Sportivo Palermo, 1927.

Club Sportivo Palermo – argentyński klub piłkarski z siedzibą w Buenos Aires.

## Osiągnięcia
- Wicemistrz Argentyny: 1922

## Historia
Klub Sportivo Palermo założony został w 1908 roku. W 1909 roku Sportivo Palermo połączył się z klubem Columbia, jednak już w 1910 roku połączenie to zostało rozwiązane. W 1920 roku do klubu Sportivo Palermo włączony został grający w pierwszej lidze klub Eureka Buenos Aires, dzięki czemu Sportivo Palermo zajął w pierwszej lidze miejsce klubu Eureka. W pierwszoligowym debiucie klub zajął 10. miejsce w mistrzostwach organizowanych przez federację Asociación Argentina de Football.
W 1921 roku było przedostatnie 9. miejsce, za to w 1922 Sportivo Palermo sięgnął po tytuł wicemistrza Argentyny. W 1923 klub zajął 16. miejsce, po czym przeniósł się do pierwszej ligi mistrzostw organizowanych przez federację Asociación Amateurs de Football. Przenosiny niczego nie zmieniły i klub wciąż spisywał się przeciętnie – w 1924 14. miejsce, w 1925 7. miejsce i w 1926 8. miejsce.
W 1927 roku obie federacje połączyły się – w połączonej lidze Sportivo Palermo zajął 8. miejsce. Następne lata były słabsze – w 1928 19. miejsce, w 1929 17-18. miejsce, a w 1930 31. miejsce.
W 1931 powstała liga zawodowa organizowana przez federację Liga Argentina de Football. Klub Sportivo Palermo pozostał w lidze amatorskiej organizowanej przez uznawaną przez FIFA federację Asociación Argentina de Football, zajmując 8. miejsce. Ostatnie, 17. miejsce w 1932 roku, oznaczało spadek z pierwszej ligi. Już nigdy Sportivo Palermo nie zagrał w najwyższej lidze Argentyny.
W 1934 roku klub Sportivo Palermo połączył się na pewien czas z klubem Palermo Buenos Aires, tworząc tymczasowo klub Club Atlético y Sportivo Palermo. Później klub ten rozpadł się.
W ciągu 13 sezonów spędzonych w pierwszej lidze klub Sportivo Palermo rozegrał 314 meczów, odniósł 119 zwycięstw, 70 razy zremisował i przegrał 125 meczów, uzyskując 308 punktów. Klub zdobył 428 bramek i stracił 444 bramki.
Piłkarze klubu Sportivo Palermo aż trzykrotnie wchodzili w skład reprezentacji Argentyny podczas mistrzostw Ameryki Południowej. Podczas turnieju Copa América 1920, gdzie Argentyna została wicemistrzem Ameryki Południowej, klub w składzie narodowej drużyny reprezentował Rodolfo Bruzzone. W turnieju Copa América 1927 Argentyna została mistrzem Ameryki Południowej, a w jej składzie było dwóch graczy Sportivo Palermo – Juan Evaristo i Adolfo Bernabé Zumelzú. W turnieju Copa América 1929 ponownie Argentyna została mistrzem Ameryki Południowej, a Sportivo Palermo desygnowało do składu trzech graczy – byli to Juan Evaristo, Mario Evaristo i Adolfo Bernabé Zumelzú.
W klubie Sportivo Palermo zaczynał karierę Ludovico Bidoglio – późniejszy trzykrotny mistrz Ameryki Południowej i srebrny medalista olimpijski.